# NGC 7016
NGC 7016 ist eine elliptische Galaxie vom Hubble-Typ E0 im Sternbild Steinbock auf der Ekliptik. Sie ist schätzungsweise 496 Mio. Lichtjahre von der Milchstraße entfernt und hat einen Durchmesser von etwa 115.000 Lj.
NGC 7016 ist das hellste Mitglied der NGC-7016-Galaxiengruppe, der auch die Galaxien NGC 7017, NGC 7018 und PGC 69143 angehören.
Das Objekt wurde am  8. Juli 1885 von Francis Leavenworth entdeckt.